# 柳ひとみ
柳 ひとみ（やなぎ ひとみ）は、日本の女性声優。主にアダルトゲームに声をあてている。

## 出演
太字はメインキャラクター。

### アダルトゲーム
2016年
- 銀色、遥か（蒼井 雛多）[1]
- 夏の魔女のパレード（天都 早紗）[2]

2017年
- キミの瞳にヒットミー（塚端 みこ）[3]
- お嬢様は素直になれない（緋神 久遠）[4]

2018年
- お嬢様は素直になれない〜大好きをキミだけに〜（緋神 久遠）
- 抜きゲーみたいな島に住んでる貧乳はどうすりゃいいですか?（片桐 奈々瀬）[5]

2019年
- 抜きゲーみたいな島に住んでる貧乳はどうすりゃいいですか? 2（片桐 奈々瀬）
- その日の獣には、（池貝 菫）

2020年
- 抜きゲーみたいな島に住んでる貧乳はどうすりゃいいですか? 2 スス子ルートアペンド（片桐 奈々瀬）
- ハミダシクリエイティブ（和泉 妃愛）[6]

2021年
- 年下彼女（逢坂 絢音）

2022年
- ハミダシクリエイティブ凸（和泉 妃愛）

2023年
- 天使☆騒々 RE-BOOT!（小雲雀 来海）[7]
- 猫忍えくすはーとSPIN!（巻菱 ナナコ）[8]

2024年
- 刹那にかける恋はなび（朱雀院 撫子）
- 刹那にかける恋はなびSS 撫子とワンルーム（朱雀院 撫子）
- 猫忍えくすはーとSPIN! LOVE+PLUS（巻菱 ナナコ）

2025年
- ハミダシクリエイティブRe:Re:call（和泉 妃愛）
- 朱雀四重奏 -"最強"ノ刀姫-（朱雀院 撫子）
- 宿りし乙女の誓いと魔法（響 詩乃）
- 何度目かのはじめまして（蝶舞 翠）
- 猫忍えくすはーとSPIN!2（巻菱 ナナコ）

### ゲーム
- Clover Memory's（日比野 真心）

### オンラインゲーム
- UNITIA 神託の使徒×終焉の女神（オフィリア）
- アイ・アム・マジカミ（槍水 りり）2019年-2021年

### オーディオドラマ
- ダキカノ 6thシーズン Vol.4（2023年、千ヶ崎あんず）

#### ドラマCD
- 漫画家とヤクザ（木嶋累、2017年）

### 曲
- 「Real intention」（『ハミダシクリエイティブ』妃愛ルートエンディングテーマ）
- 「惚気話」（『抜きゲーみたいな島に流れる歌はどうすりゃいいですか？』キャラクターソング）
- 「アオハルデイズ」（『天使☆騒々 RE-BOOT!』小雲雀来海キャラクターソング）